# Schnaittach
Schnaittach è un comune mercato di 8 659 abitanti, situato nel Land tedesco della Baviera.

## Posizione geografica
Si trova nella parte centro-settentrionale dello Stato, nella regione della media Franconia, a breve distanza dalla città di Norimberga e dal fiume Pegnitz, un affluente del fiume Meno, che a sua volta è un affluente del fiume Reno.

## Storia
Schnaittach fu menzionata per la prima volta nel 1011. Fino al 1806, la popolazione cristiana di Schnaittach era cattolica, a differenza delle aree circostanti. A Schnaittach è presente una grande comunità ebraica fin dal XV secolo. Oggi, il complesso della sinagoga ospita una sezione del Museo ebraico della Franconia (il museo principale si trova a Fürth).
Sopra la città si eleva su una rilievo di circa 550 m. s.l.m. la rinascimentale fortezza di Rothenberg.